# Ajilon Nasiu
Ajilon Jasper Nasiu est un homme d'État salomonais.
Dans les années 1980, il est enseignant en sciences sociales au Solomon Islands College of Higher Education, devenu depuis l'Université nationale des îles Salomon. Après une poursuite d'études à l'étranger, il revient aux Salomon en 1993, alors que la province de Rennell et Bellona se sépare de la Province centrale, acquérant son autonomie. Nasiu est élu député à la nouvelle assemblée provinciale, puis devient le premier premier ministre de la nouvelle province, cette même année. Il exerce cette fonction durant deux mandats, de 1993 à 2001,.
Il reprend ensuite sa profession d'enseignant. En 2005, il devient vice-proviseur d'une école secondaire à Rennell, fonction qu'il occupe jusqu'en 2012. Il se consacre par la suite à sa fonction de pasteur de l'église locale.
Le 17 décembre 2014, à la suite des élections législatives nationales de novembre, il est élu président (speaker) du Parlement national. Il n'y est pas député ; aux Salomon, contrairement à la tradition du modèle de Westminster, le président du parlement est choisi par les députés en dehors de l'assemblée, et non pas parmi ses membres. Candidat à sa réélection à la présidence après les élections législatives d'avril 2019, il est battu par l'ancien ministre des Affaires étrangères Patteson Oti, ne recueillant les voix que de quinze députés contre trente pour son adversaire.